# Iphiaulax insularis
Iphiaulax insularis är en stekelart som beskrevs av Szepligeti 1901. Iphiaulax insularis ingår i släktet Iphiaulax och familjen bracksteklar. Inga underarter finns listade i Catalogue of Life.